# Юнеман, Роман Александрович
Рома́н Алекса́ндрович Ю́неман (род. 3 апреля 1995, Даттельн, Германия) — российский политический и общественный деятель, глава общественно-политического движения «Общество.Будущее».

## Биография
Роман Александрович Юнеман родился 3 апреля 1995 года в Даттельне (Германия). Его отец Александр Юнеман (из поволжских немцев) окончил Карагандинский медицинский институт, работал фтизиатром и андрологом. Мать, Лариса Юнеман (в девичестве Гаврилова), инженер-проектировщик, окончила Красноярскую архитектурно-строительную академию, работала на строительстве Канско-Ачинского топливно-энергетического комплекса. В 1991 году его родители переехали в Германию, но в 1996 году вернулись обратно в Караганду.
Окончил гимназию № 97 в Караганде с золотой медалью.
Являлся гражданином Казахстана, но эмигрировал в Россию, вышел из гражданства Казахстана и получил гражданство России.
В 2013 году стал студентом Высшей школы экономики по специальности «Международные отношения» факультета мировой экономики и мировой политики. В 2015 году победил в номинации «Серебряный птенец» премии «Золотая Вышка» за достижения в учебной и научной деятельности.
В августе 2016 года женился, жена — Ксения Юнеман, в девичестве Ушакова, с которой они учились в одной группе университета.
В 2016 году окончил курсы сравнительной политологии, макроэкономики и статистики в Мюнхенском университете.
В 2017 году окончил с отличием Высшую школу экономики (бакалавриат) по специальности «Международные отношения» (факультет мировой экономики и политики), в 2019 году окончил магистратуру, в 2022 году — аспирантуру.
В 2018 году работал стратегическим консультантом в российском филиале международной консалтинговой компании Boston Consulting Group. Разрабатывал стратегии российских компаний и городов, составил план подготовки реконструкции Третьяковской галереи. В 2019 году основал автономную некоммерческую организацию «Жилищная инициатива», занятую вопросами ЖКХ в Москве. В рамках организации работает над сетью проектов в Чертаново в сферах благоустройства, ЖКХ и юридической помощи. В 2019 году стал полуфиналистом конкурса управленцев «Лидеры России».
11 августа 2022 года у Романа и Ксении Юнеман родился сын Лука. 16 апреля 2025 у пары родился второй сын — Фома.

## Политическая деятельность

### Выборы в Мосгордуму 2019
В 2019 году заявил о своём выдвижении в Московскую городскую думу по 30 избирательному округу города Москвы как независимый кандидат. В ходе протестных акций в Москве летом 2019 года Юнеман вместе с оппозиционными кандидатами, которым было отказано в регистрации на выборах, подписал письмо протеста в Московскую избирательную комиссию. Юнеман обвинялся в националистической и антимигрантской повестке.
На состоявшихся 8 сентября 2019 года выборах в 30 округе победила Маргарита Русецкая, которая была поддержана партией Единая Россия. Она победила с отрывом в 84 голоса, в совокупности набрав 9645 голосов избирателей. Роман Юнеман набрал 9561 голос избирателей и занял второе место. Поддержанный Алексеем Навальным в рамках программы «Умное голосование» кандидат от КПРФ Владислав Жуковский занял третье место, набрав 8346 голосов. Решение Навального о поддержке в этом округе Жуковского, а не Юнемана вызвало вопросы; сам Навальный выразил сожаление по поводу случившегося, но пояснил, что система «Умного голосования» не может предусмотреть появление на выборах популярного политика без прошлого: поддержка Жуковского, а не Юнемана была, по его словам, мотивирована высокими результатами КПРФ в этом избирательном округе на предыдущих выборах.
В округе, где баллотировался Юнеман, в порядке эксперимента было применено электронное голосование, результаты которого заметно отличаются от результатов голосования на участке: в электронном голосовании Маргарита Русецкая набрала 1120 голосов (47,12 %), тогда как Юнеман и Жуковский получили 455 и 465 соответственно. Алексей Навальный расценил результаты электронного голосования как подозрительные, сходное мнение выразили участники круглого стола, проведённого по инициативе ряда депутатов Московской городской думы. Юнеман попытался оспорить результаты электронного голосования в суде, ссылаясь на возникавшие при этом ошибки и сбои, а также на возможное давление на избирателей, но Чертановский районный суд Москвы отклонил иск. В дальнейшем Юнеман провёл самостоятельное расследование, по итогам которого заявил, что значительная часть участников электронного голосования — это сотрудники бюджетных организаций, принуждённые к участию именно в электронном голосовании своим начальством.

### Деятельность после выборов в Мосгордуму
В течение 2020 года Юнеман принял участие в различных протестных мероприятиях, связанных с экологией, в том числе против строительства в Москве Юго-Восточной хорды. Также он выступал с критикой действий российских властей по поводу эпидемии COVID-19 в России. В ходе кампании по принятию поправок к Конституции России инициировал проведение социологического опроса москвичей об их отношении к этим поправкам.

### Выборы в Государственную Думу
В феврале 2021 года объявил об участии в выборах в Государственную думу. Баллотировался в качестве самовыдвиженца, поэтому для регистрации требовалось собрать и сдать в территориальную избирательную комиссию почти 15 тысяч подписей. Несмотря на то, что избирательному штабу удалось собрать нужное число подписей, комиссия забраковала их, сославшись на несоответствие ряда подписей данным в базе МВД и посчитав, что подписной лист не соответствует требуемой форме. Решение было обжаловано, но суд не посчитал доводы убедительными. После отказа в регистрации Роман Юнеман со своей командой присоединился к кампании соратника Данила Махницкого, сооснователя «Общество.Будущее», выдвинувшегося от партии «Новые люди» в Новомосковском 202-м округе. Данил Махницкий был поддержан «Умным голосованием» и занял 2-е место по округу, уступив место кандидату от «Единой России» Дмитрию Саблину.

### «Общество.Будущее»

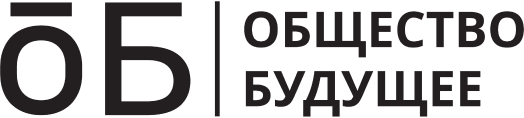
Логотип движения

В январе 2020 года Роман Юнеман учредил центр «Общество.Будущее», а 24 июня на презентации собственной версии Конституции России объявил о его преобразовании в политическое движение. 11 ноября 2020 года участники движения собрались на Графской пристани Севастополя для учреждения «Общества.Будущее», приурочив его к столетию Русского исхода. 14 ноября 2020 года в Москве состоялась презентация движения, мероприятие собрало около трёхсот человек. На презентации Юнеманом были изложены принципы и цели движения. Стратегия национал-демократического движения состоит в «создании образа будущего России и его реализации» через разработку программы конструктивных изменений для России, участии в выборах и общедемократическом движении. Главная «тактическая» задача, по мнению движения, — победа на выборах.

### Вторжение России на Украину
Роман Юнеман поддержал признание Россией самопровозглашённых ДНР и ЛНР. Позже политик написал, что ошибся — решение о признании не привело к деэскалации конфликта с Украиной. Юнеман осудил власти за начало полномасштабного вторжения на Украину, но отметил, что «желать поражения своей стране, даже если она не права — нельзя».

### Муниципальные выборы в 2022 году
В 2022 на муниципальных выборах в Москве команде Романа Юнемана и «Общества.Будущее» удалось добиться регистрации 40 кандидатов в 14 районах. В результате голосования один из кандидатов Леонид Балановский одержал победу по району Аэропорт. На этих муниципальных выборах с большим отрывом одержали победу кандидаты от партии «Единая Россия».

## Взгляды
То, что Юнеман вырос в составе этнического меньшинства в Казахстане, сформировало мировоззрение, которое он сам называет «демократическим национализмом» (см. национал-демократия): 
Моя политика основана на двух вещах. Во-первых, я люблю свою нацию, русскую нацию. Во-вторых, я люблю свободу.

Оригинальный текст (англ.)My politics are based on two things. Firstly, I love my nation, the Russian nation. Second, I love freedom.

Юнеман среди оказавших на него интеллектуальное влияние называет либертарианскую писательницу Айн Рэнд и русского общественного и политического деятеля Константина Крылова.

## Признание и публикации
В 2020 году стал лауреатом премии среди выпускников Высшей школы экономики «HSE Alumni Awards 2020» в номинации «Социальная миссия».
В 2021 году Роман Юнеман стал номинантом в рейтинге «30 самых перспективных россиян до 30 лет» по версии Forbes в категории «Социальные практики».
В 2023 году был номинирован на премию выдающимся выпускникам Высшей школы экономики в номинации «Гуманитарная помощь и личная социальная ответственность».

### Научная деятельность
Специализируется на взаимоотношениях между Россией и Казахстаном. К научным трудам по теме исследования внутренней и внешней политики Казахстана относятся следующие публикации:
- Kazakhstan and the Eurasian Economic Union[47]
- Kazakhstan’s Multi-Vector Foreign Policy[48]
- Обобщённый социально-демографический портрет русского в Республике Казахстан[49]
- How Kazakhstani Multivector Foreign Policy Works: Analysis of Its Voting in UNGA1[50]
- Фактор диаспоры в гуманитарной политике России в отношении Казахстана: вызовы и перспективы[51]

В апреле 2024 Роман Юнеман выступил на Московском экономическом форуме с докладом об опыте Германии в сфере миграционной политики.